# Tomasz Ulanowski
Tomasz Ulanowski (ur. 1971) – polski pisarz, tłumacz, dziennikarz popularnonaukowy, związany z „Gazetą Wyborczą”.

## Życiorys
Z wykształcenia jest anglistą. Jako dziennikarz, publikuje na tematy związane ze zmianami klimatu, środowiskiem przyrodniczym, antropogenezą, Ziemią, wszechświatem i ekobójstwem. Publikuje na łamach „Gazety Wyborczej”, „Książek. Magazynu do Czytania”, „Dużego Formatu” oraz „Pisma”. Jest laureatem Grand Press za esej reportersko-analityczny Ziemia, opublikowanym w częściach na łamach „Pisma”.

## Publikacje

### Książki
- Pawłowski B., Ulanowski T., Nagi umysł: dlaczego jesteśmy, jacy jesteśmy: ludzka natura bez złudzeń, Warszawa: Agora, 2016, ISBN 978-83-268-2326-8.
- Ulanowski T., O powstawaniu Polaków, Wydanie I, Wołowiec: Wydawnictwo Czarne, 2020, ISBN 978-83-8049-973-7.
- Ulanowski T., Ostatnia minuta: pieszo przez antropocen, Warszawa: Wydawnictwo Agora, 2023, ISBN 978-83-268-4150-7.

### Tłumaczenia
- Williams F.(inne języki), Piersi: historia naturalna i nienaturalna, Warszawa: Agora, 2014, ISBN 978-83-268-1347-4.
- Sides H.(inne języki), Krew i burza: historia z Dzikiego Zachodu, Seria Amerykańska, Wołowiec: Wydawnictwo Czarne, 2016, ISBN 978-83-8049-338-4.

## Wyróżnienia
- 2010: Wyróżnienie Nagrody im. Karola Sabatha za tekst: Bosy maratończyk[4],
- 2020: Nominacja do Złotej Róży, za książkę: O powstaniu Polaków[5],
- 2022: Laureat Grand Press w kategorii: „dziennikarstwo specjalistyczne i nowe formy dziennikarstwa” za cykl Ziemia[6],
- 2024: Nagroda im. Macieja Kuczyńskiego 2023 za książkę: Ostatnia minuta. Pieszo przez antropocen[7];
- 2024: Specjalne wyróżnienie Nagrody Magellana, przyznawanej przez Magazyn Literacki „Książki”, za książkę: Ostatnia minuta. Pieszo przez antropocen[8],
- 2024: Laureat nagrody „Architekt Zrównoważonego Rozwoju”, w kategorii „Klimat i Środowisko” przyznawana przez United Nations Global Compact Network Poland – polskie biuro globalnej inicjatywy sekretarza generalny Organizacji Narodów Zjednoczonych, za książkę: Ostatnia minuta. Pieszo przez antropocen[9].